# Giuseppe Patanè
Giuseppe Patanè (ur. 1 stycznia 1932 w Neapolu, zm. 30 maja 1989 w Monachium) – włoski dyrygent.

## Życiorys
Był synem dyrygenta Franco Patanè (1908–1968). Ukończył konserwatorium w Neapolu. Zadebiutował jako dyrygent w 1951 roku, prowadząc wykonanie Traviaty Giuseppe Verdiego w neapolitańskim Teatro Mercadante. W latach 1951–1956 zatrudniony był na stanowisku korepetytora i drugiego dyrygenta Teatro di San Carlo w Neapolu. Od 1961 do 1962 roku był pierwszym dyrygentem Landestheater w Linzu. W latach 1962–1968 pełnił funkcję dyrygenta Deutsche Oper w Berlinie. W 1967 roku debiutował w San Francisco Opera, dyrygując wykonaniem Giocondy Amilcare Ponchiellego. Tą samą operą debiutował w 1975 roku w nowojorskiej Metropolitan Opera. W 1969 roku poprowadził Rigoletta w mediolańskiej La Scali. Od 1982 do 1984 roku był zastępcą pierwszego dyrygenta American Symphony Orchestra. W 1988 roku otrzymał posadę dyrygenta orkiestry radiowej w Monachium. Zmarł, doznawszy ataku serca podczas prowadzenia Cyrulika sewilskiego Gioacchina Rossiniego.